# 新白发魔女传
《新白发魔女传》，是北京稻草熊影視于2012年與凤凰传奇影业有限公司共同出品的電視劇，由馬蘇、吳奇隆、樊少皇、郭珍霓、李解、劉思彤等两岸三地实力派演员联袂出演。中國上映时间：2012年9月14日至2012年10月28日，在湖南卫视第一周播剧场播出。台灣上映時間：2013年7月11日至2013年8月8日，在華視播出。

## 播出時間

### 首播
| 頻道                | 所在地   | 播映日期      | 播出剧场     | 网络播出平台     | 播出時間                     | 備註                  |
| 湖南卫视            | 中国大陆 | 2012年9月14日 | 第一周播剧场 | 爱奇艺 优酷 新浪 | 每周五、六、日22：00两集联播 | 一次播出兩集,一週六集 |
| 湖南卫视            | 中国大陆 | 2012年9月15日 | 女性獨播剧场 | 爱奇艺 优酷 新浪 | 每周六、日、一10：00两集更新 | 一次播出兩集,一週六集 |
| 东南卫视 广东卫视   | 中国大陆 | 2013年1月5日  |              |                  |                              |                       |
| 新传媒8频道         | 新加坡   | 2013年4月6日  |              |                  | 每周六10:30PM                |                       |
| 華視主頻 華視HD頻道 | 臺灣     | 2013年7月11日 |              |                  | 每周一至週五 20:00-22:00     | 一次播出兩集,一週十集 |
| TrueAsia            | 泰國     | 2014年9月     |              |                  | 週一至週日03.15-04.15        |                       |
| 中天娛樂台          | 臺灣     | 2016年2月15日 |              |                  | 每週一至週五 17：00-18：00   |                       |

## 劇情概要
天下第一大门派武当的弟子、未来的掌门人卓一航(吳奇隆 飾)竟然爱上江湖第一大魔头，人称“玉罗刹”的练霓裳(馬蘇 飾)，这段爱情如何能被师门所接受？如何能被江湖正道之士所认同？正和邪之爱，让这双爱侣堕入万劫之中。明朝中叶，皇上昏庸，阉党当道，锦衣卫和东厂为了拥护瑞王(邢琪琦 飾)继位，不惜对太子的党羽狠下杀手，诛杀异己。武当以太子为正统，遂愿意为他效力，诛灭佞臣。锦衣卫总指挥慕容冲(吴毅将 飾)打算要挑起武当和明月峡的纷争，慕容冲更派他的师弟，锦衣卫千户岳鸣珂(樊少皇 飾)到明月峡劝降，意图收服“玉罗刹”为朝廷效力，借玉罗刹-凌慕华(米雪 飾)之手拔了武当这根眼中钉；再加上东厂的幕后人红花鬼母(田丽 飾)从中作梗，武当和明月峡的恶斗便要一触即发。不想，江湖上的此“玉罗刹”其实是练霓裳假扮师傅凌慕华所为，每逢十五，她就会走火入魔，滥杀无辜。练霓裳只想寻回师父，得到“天狼剑谱”，解去身上的魔障。卓一航对“玉罗刹”的爱越陷越深，他不顾一切准备帮她寻回剑谱，解除魔障。从小爱恋着师兄的小师妹何萼华(郭珍霓 飾)，把这一切看在眼里，肝肠寸断。同时暗恋何萼华的武当弟子耿绍南(李解 飾)对卓一航暗生嫉妒。

## 演員表

### 主要角色
| 演員   | 角色   | 介紹 | 現況 |
| 馬蘇   | 練霓裳 | 凌慕華之徒、明月峡少主、白发魔女 因師父失蹤而假扮玉羅剎，也因師父帶著天狼劍譜失蹤，而自己苦練天狼劍譜導致走火入魔，所以每到十五月圓就會失去理智瘋狂殺人。 （結局版本1）和卓一航雙宿雙飛隱姓埋名過一輩子。（於42集） （結局版本2）卓一航解救她由白发變黑发。（於42集） | 正常 |
| 吳奇隆 | 卓一航 | 武当二師兄、紫阳真人之徒、卓继贤之子 武當掌門之徒，也是未來掌門的不二人選，但為了救練霓裳不顧一切下武當而被逐出武當。 目前已知道練霓裳在十五月圓時會失去理智之事，兩人誤會已解除。 曾被慕容冲和耿绍南联手陷害被打斷筋脈并推下山崖，後得凌慕華幫助而恢復武功并大增。 （結局版本1）為解救練霓裳自己、一命換一命、死在練霓裳懷裡。（於42集） （結局版本2）為解救練霓裳自己變白髮，練霓裳費盡功力，把自己救回來。（於42集） | 死亡 |
| 郭珍霓 | 何萼華 | 武當小師妹、白石道长之女、耿绍南的妻子 從小喜歡師兄卓一航，而一直忽略大師兄對她的關愛。 和耿紹南有了孩子并成親。 已生下與耿紹南的孩子。（於42集） | 正常 |
| 樊少皇 | 岳鳴珂 | 锦衣卫副指挥使、鐵珊瑚喜歡的人 慕容沖的師弟，錦衣衛千戶大人。 喜歡練霓裳，為了救練霓裳不惜假扮刺客刺殺瑞王來逼迫東廠暫緩對練霓裳的處決，也是一個痴情之人。 被入魔的耿紹南打傷眼睛而失明於（第41集）。 最後和鐵珊瑚跳下懸崖，和鐵珊瑚雙宿雙飛隱姓埋名過一輩子。（於42集） | 正常 |
| 李解   | 耿绍南 | 武當大師兄、桂王、黄叶道长之徒、郑贵妃遗孤 痴痴的愛著小師妹。 和何萼華有了孩子并成親。 最後與卓一航決戰時重傷，被明月峽门口處的大刀斩死。（於42集） | 死亡 |
| 劉思彤 | 鐵珊瑚 | 铁飞龙之女、岳鸣珂喜欢的人 是百毒不侵的人。 最後和岳鳴珂跳下懸崖，和岳鳴珂雙宿雙飛隱姓埋名過一輩子。（於42集） | 正常 |

### 其他角色
| 演員   | 角色          | 介紹 | 現況      |
| 葉祖新 | 辛龍子        | 武當小師弟、紫阳真人之徒 和卓一航感情很好，同時亦是其摯友。 最後被入魔的耿紹南刺殺而死。（於40集）                                                                                                  | 死亡      |
| 田丽   | 紅花鬼母      | 金独异的妻子、公孫雷義母 東廠盟友，擅用毒。 最後為救公孫雷中練霓裳一掌而重傷致死。（於36集） | 死亡      |
| 吳毅將 | 慕容沖        | 锦衣卫总指挥使 曾先後輔佐瑞王、耿紹南登基。 發現自己被黃葉、耿紹南利用後而起謀反之心。 最後被卓一航打斷筋脈，并被朝廷以萬箭穿心方式處死。（於42集）                                                 | 服刑      |
| 岳躍利 | 鐵飛龍/鐵飛虎 | 龙门县铁家庄庄主/铁飞龙的孿生弟弟、练霓裳师叔、鐵飛龍是鐵珊瑚之父、鐵飛虎是鐵珊瑚的叔叔 鐵飛龍被練霓裳一掌穿心爆炸而死。（於33集） 鐵飛虎為救白敏而被應修揚和慕容沖殺死。（於39集）                 | 死亡      |
| 張天其 | 王照希        | 王嘉胤之子 和孟秋霞有指腹為婚的婚約。 知道朱雀的罪行後曾一度怒不寬恕，但最終原諒并愛上她。（於35集） 因被慕容沖和瑞王陷害被朝廷通緝，是漏網之魚，投靠明月峽。                                       | 正常      |
| 卓凡   | 金獨異        | 东厂厂公 被卓一航、何萼华、耿绍南和辛龙子的四象剑阵杀死。（於21集） | 死亡      |
| 衛萊   | 白敏          | 明月峡二当家 為了保護明月峽，在錦衣衛大屠殺明月峽時，受了重傷但僥倖逃過一劫。 | 正常      |
| 王怡   | 孟秋霞        | 朱雀、慕容沖和黄叶的双重细作 假冒和王照希有指腹為婚婚約的孟秋霞，真正的孟秋霞已死。 混入明月峽為細作，後被王照希揭穿并逐出明月峽。 后被慕容冲震碎心脈而死，死前得到了王照希的原諒與告白。（於35集） | 死亡      |
| 郭柯彤 | 唐家璧        | 唐青川之女、明月峡之人 最後為救白敏而被錦衣衛手下殺死。（於40集） | 死亡      |
| 費偉妮 | 莫嬌          | 明月峡之人 | 正常      |
| 侯煜   | 公孫雷        | 紅花鬼母義子，智商只有三歲，但為練武奇才，武功高强 鐵珊瑚之友，原為岳鳴珂的敵人，後化敵為友。 | 正常      |
| 王琇強 | 紫陽真人      | 武当掌门 被紅花鬼母下毒的練霓裳錯傷後再遭黃葉一劍殺死。（於23集） | 死亡      |
| 蘇茂   | 白石道長      | 何萼华之父 被卓一航救后成为武当掌門。（於42集） | 正常      |
| 張頁石 | 黃葉道長      | 腹黑却一心輔佐桂王登基 在武當埋伏了二十幾年。 殺害紫陽真人、重傷得知其陰謀白石道長，最終陰謀被康復的白石道長揭穿。 後為救耿紹南及因紫陽真人之死遭報復，被白石道長一劍殺死。（於40集)                | 死亡      |
| 孫安棟 | 石浩          | 錦衣衛派去武當的細作 被黃葉道長發現他是細作。 向辛龍子供出了耿紹南的罪行後被耿紹南殺死。（於40集）                                                                                                  | 死亡      |
| 林筱鳳 | 穆九娘        | 明月峡的元老 因耿紹南錯殺了穆九娘，最後死於耿紹南手中。（於7集） | 死亡      |
| 朱荣荣 | 应修扬        | 慕容冲得意下属 最後被卓一航割頸而死。（於41集） | 死亡      |
| 紀雪   | 凌慕華        | 年輕時的凌慕華 (於36集) 喜欢霍天都。 創建天狼劍譜。 因被霍天都背叛而創建明月峽。 | 未知      |
| 任學海 | 王嘉胤        | 王照希之父,太子左右手 死於刑罰。 | 服刑 死亡 |
| 刑琪琦 | 瑞王          | 与太子争奪皇位 後被王照希以扇子割颈而死。（於21集） | 死亡      |
| 于子寬 | 啞巴          | 天揚師叔,凌慕華師弟 愛戀凌慕華, 為尋找凌慕華下落毀容潛入鐵家莊,被铁飞龙用毒后看守竹园, 後為救練霓裳而死。(於8集)                                                                                    | 死亡      |
| 杜玉明 | 金千岩        | 东厂的人 與卓一航大戰後，被玉羅剎所救之後，看清凌慕華的廬山真面目後，死於玉羅剎之手。(於1集) | 死亡      |

### 友情演出
| 演員   | 角色   | 介紹 | 現況 |
| 米雪   | 凌慕華 | 玉罗刹、练霓裳师父、明月峽寨主 對霍天都有怨恨，最後誤會說清楚了。 教卓一航解救走火入魔的武功，最後一命抵一命身亡。(於35集) | 死亡 |
| 戴嬌倩 | 霍彩蝶 | 霍天都之女 喜欢卓一航。 最後獨自一人生活。(於35集)                                                                         | 正常 |
| 霍政諺 | 霍天都 | 凌慕华的情人 (於35集) 喜歡凌慕華。 因若影救他，與若影成親，卻背叛凌慕華。 和若影有孩子-霍彩蝶。 不明原因早已身亡。         | 死亡 |

## 關於結局
- 實質是有兩個版本(開放式結局)
  - 第一個版本是卓一航為練霓裳而死
  - 第二個版本是卓一航和練霓裳在一起離開江湖，從此隱性埋名過一生。

## 收視率

### 湖南衛視首播
| 集數     | 播出日期       | 篇名           | csm44城 收視率 | 收視份額 |
| 1        | 2012年9月14日  | 谜情计篇第一章 | 0.752          | 2.56     |
| 2        | 2012年9月14日  | 谜情计篇第二章 | 0.582          | 3.84     |
| 3        | 2012年9月15日  | 谜情计篇第三章 | 0.966          | 3.43     |
| 4        | 2012年9月15日  | 谜情计篇第四章 | 0.593          | 3.79     |
| 5        | 2012年9月16日  | 谜情计篇第五章 | 0.527          | 1.98     |
| 6        | 2012年9月16日  | 谜情计篇第六章 | 0.361          | 2.65     |
| 7        | 2012年9月21日  | 無情局篇第一章 | 0.766          | 2.73     |
| 8        | 2012年9月21日  | 無情局篇第二章 | 0.473          | 3.53     |
| 9        | 2012年9月22日  | 無情局篇第三章 | 0.920          | 3.38     |
| 10       | 2012年9月22日  | 無情局篇第四章 | 0.557          | 4.09     |
| 11       | 2012年9月23日  | 無情局篇第五章 | 0.617          | 2.32     |
| 12       | 2012年9月23日  | 無情局篇第六章 | 0.466          | 3.41     |
| 13       | 2012年9月28日  | 惊世戀篇第一章 | 0.600          | 2.15     |
| 14       | 2012年9月28日  | 惊世戀篇第二章 | 0.518          | 3.70     |
| 15       | 2012年9月29日  | 惊世戀篇第三章 | 1.142          | 3.81     |
| 16       | 2012年9月29日  | 惊世戀篇第四章 | 0.754          | 4.80     |
| 17       | 2012年9月30日  | 惊世戀篇第五章 | 0.721          | 2.36     |
| 18       | 2012年9月30日  | 惊世戀篇第六章 | 0.526          | 2.69     |
| 19       | 2012年10月5日  | 武當劫篇第一章 |                |          |
| 20       | 2012年10月5日  | 武當劫篇第二章 |                |          |
| 21       | 2012年10月6日  | 武當劫篇第三章 |                |          |
| 22       | 2012年10月6日  | 武當劫篇第四章 |                |          |
| 23       | 2012年10月7日  | 武當劫篇第五章 |                |          |
| 24       | 2012年10月7日  | 武當劫篇第六章 |                |          |
| 25       | 2012年10月12日 | 白髮情篇第一章 |                |          |
| 26       | 2012年10月12日 | 白髮情篇第二章 |                |          |
| 27       | 2012年10月13日 | 白髮情篇第三章 |                |          |
| 28       | 2012年10月13日 | 白髮情篇第四章 |                |          |
| 29       | 2012年10月14日 | 白髮情篇第五章 |                |          |
| 30       | 2012年10月14日 | 白髮情篇第六章 |                |          |
| 31       | 2012年10月19日 | 離歌嘆篇第一章 |                |          |
| 32       | 2012年10月19日 | 離歌嘆篇第二章 |                |          |
| 33       | 2012年10月20日 | 離歌嘆篇第三章 |                |          |
| 34       | 2012年10月20日 | 離歌嘆篇第四章 |                |          |
| 35       | 2012年10月21日 | 離歌嘆篇第五章 |                |          |
| 36       | 2012年10月21日 | 離歌嘆篇第六章 |                |          |
| 平均收視 |                |                | 0.613          | 2.692    |

- CSM32城資料來源：衛視大混戰 與 Kimi_冲 （页面存档备份，存于）

### 台灣華視
| 播映日期                | 週數     | 平均收視率 | 排名 | 集數  | 備註   |
| ----------------------- | -------- | ---------- | ---- | ----- | ------ |
| 2013年7月11日－07月12日 | 1        | 0.50       | 8    | 01-04 |        |
| 2013年7月15日－07月19日 | 2        | 0.43       | 7    | 05-14 |        |
| 2013年7月22日－07月26日 | 3        | 0.42       | 6    | 15-24 |        |
| 2013年7月29日－08月2日  | 4        | 0.53       | 5    | 25-34 |        |
| 2013年8月5日－08月8日   | 5        | 0.67       | 4    | 35-42 | 完結篇 |
| 平均收視                | 平均收視 |            |      | -     | -      |

- 同時段節目：
  - 三立：
    - 三立台灣台《天下女人心》
    - 三立都會台《兩個爸爸／幸福選擇題》

  - 台視：
    - 週一~週四《神鵰俠侶／楚留香新傳》
    - 週五《金牌麥克風》

  - 民視無線台《風水世家》
  - 中視數位台《滾滾紅塵／媽祖》
  - 大愛《路長情更長》
- 由AGB尼爾森調查，調查範圍是四歲以上收看電視之觀眾。
- 資料來源：中時娛樂、凱絡媒體週報

## 製作人員
- 原著：梁羽生
- 导演：黄伟杰
- 出品人：蒋浩、吴奇隆
- 总制作人：刘小枫
- 动作指导：陈伟滔
- 造型设计：陈顾方
- 服装设计：陈顾方
- 制片人：蔡清珠

## 電視劇歌曲
| 曲序 | 曲目           |        | 作曲   | 编曲 | 演唱者         |
| ---- | -------------- | ------ | ------ | ---- | -------------- |
| 1.   | 留香（片頭曲） | 嚴藝丹 | 嚴藝丹 | 甘虎 | 吳奇隆         |
| 2.   | 流戀（片尾曲） | 嚴藝丹 | 嚴藝丹 | 薛林 | 吳奇隆、嚴藝丹 |
| 3.   | 無常（插曲）   | 嚴藝丹 | 嚴藝丹 | 薛林 | 吳奇隆         |
| 4.   | 無·果（插曲）  | 嚴藝丹 | 趙博   | Poch | 嚴藝丹         |

## 宣傳活動
| 日期           | 地點       | 活動                                                      |
| -------------- | ---------- | --------------------------------------------------------- |
| 2012年10月21日 | 中国       | 深圳卫视《大牌生日会》播出                                |
| 2012年10月14日 | 中国       | 湖南卫视《非常靠谱》播出                                  |
| 2012年9月20日  | 中国       | 湖南卫视《百变大咖秀》播出                                |
| 2012年9月1日   | 中国       | 湖南卫视《快乐大本营》播出 (吳奇隆、馬蘇、郭珍霓、葉祖新) |
| 2013年7月19日  | 臺灣臺北市 | 《新白髮魔女傳》華視記者會                                |
| 2013年7月19日  | 臺灣臺北市 | 信義區新光三越 《新白髮魔女傳》粉絲見面簽名會             |
| 2013年7月20日  | 臺灣新竹市 | 巨城購物中心 《新白髮魔女傳》粉絲見面會                   |
| 2013年7月20日  | 臺灣桃園縣 | 台茂購物中心 《新白髮魔女傳》粉絲見面會                   |

## 作品的變遷
| 中国大陆 湖南衛視第一周播劇場 週五至周日22：00-00：00三集連播 | 中国大陆 湖南衛視第一周播劇場 週五至周日22：00-00：00三集連播                                                       | 中国大陆 湖南衛視第一周播劇場 週五至周日22：00-00：00三集連播 |
| ------------------------------------------------------------- | --- | ------------------------------------------------------------- |
|                                                               | 新白髮魔女傳 (2012.09.14- 2012.10.28)                                                                               |                                                               |
| 軒轅劍之天之痕 (2012.07.06-2012.09.01）                       | 姐姐立正向前走 （2012.11.03 - 2013.01.20） 週六22：00兩集連播 艾米加油 (2012.11.04 -2013.12.23） 週日22：00三集連播 |                                                               |

| 臺灣 華視 週一至周五 20:00 - 22:00兩集連播 | 臺灣 華視 週一至周五 20:00 - 22:00兩集連播 | 臺灣 華視 週一至周五 20:00 - 22:00兩集連播 |
| ------------------------------------------ | ------------------------------------------ | ------------------------------------------ |
|                                            | 新白髮魔女傳 （2013.07.11 - 2013.08.08）   |                                            |
| 傾城絕戀 （2013.06.12 - 2013.07.10）       | 陸貞傳奇 (2013.08.09 -2013.10.09 )         |                                            |

| 臺灣 中天娛樂台 週一至週五 19:00 - 20:00            | 臺灣 中天娛樂台 週一至週五 19:00 - 20:00        | 臺灣 中天娛樂台 週一至週五 19:00 - 20:00 |
| --------------------------------------------------- | ----------------------------------------------- | ---------------------------------------- |
|                                                     | 新白髮魔女傳 （2016.02.15 - 2016.03.29）        |                                          |
| 因為愛情有奇蹟 （重播） （2016.01.19 - 2016.02.12） | 武媚娘傳奇 （重播） （2016.03.30 - 2016.07.08） |                                          |
| 週一至週五 17:00 - 18:00                            |                                                 |                                          |
| 新白髮魔女傳 （重播） （2016.02.16 - 2016.03.29）   | 新白髮魔女傳 （2016.03.30 - 2016.04.12）        | 蘭陵王 （2016.04.13 - 2016.06.15）       |